# 홍계희

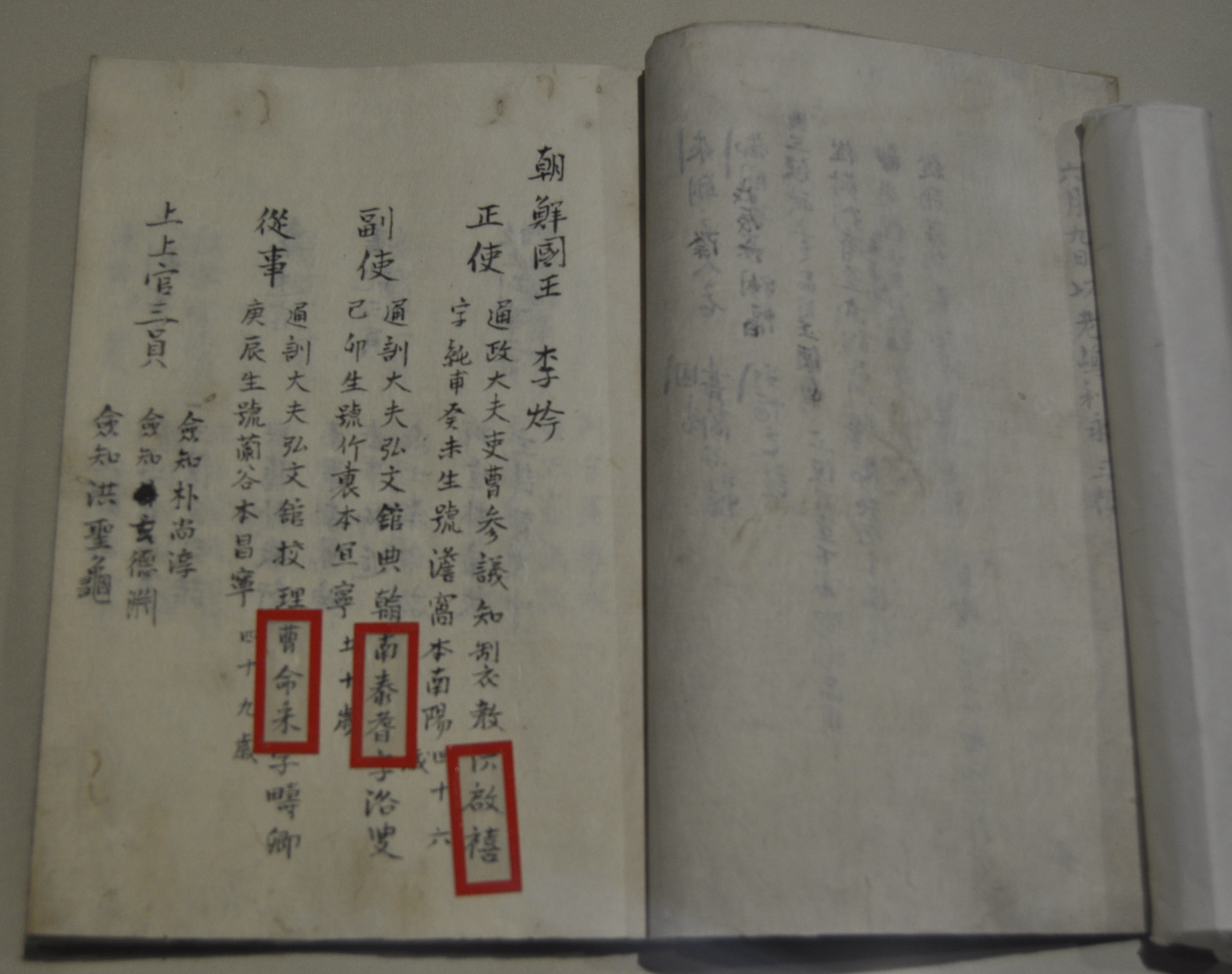
《조선인래조기(朝鮮人來朝記)》. 1748년 통신사가 파견되었을 당시 일본에서 기록한 책이다. “조선국왕 이금(영조) 朝鮮國王 李衿, 정사 홍계희(洪啓禧), 부사 남태기(南泰耆), 종사 조명채(曺命采)”의 이름이 보인다. 또한 부산에서 대마도를 거쳐 에도江戶에 이르는 통신사 노정을 보여주는 「사로승구도」를 그린 화원 이성린(李聖麟)의 이름도 찾아볼 수 있다.

홍계희(洪啓禧, 1703년 ~ 1771년)는 조선의 문신(文臣)이다. 본관은 남양(南陽). 자는 순보. 호는 담와이다. 거주지는 전주(全州)며, 참판 홍우전의 아들이다.
1737년 별시(別試) 갑과(甲科)에 장원 급제하여 지방관을 지낸 후 중앙으로 올라와 공조참의가 되었다. 1748년 도쿠가와 이에시게의 쇼군 취임을 축하하는 통신사로 차정되어 일본에 다녀왔으며 이후 조정의 주요 관직을 두루 거쳤다. 1749년 충청도관찰사 때 능력을 인정받아, 1750년 병조판서로 발탁되어 균역법 제정을 주관하였다.
1762년에는 그가 속한 노론의 주도하에 사도세자의 난행을 과장하여 영조에게 보고한 결과 세자를 쌀 뒤주 속에서 죽음으로 몰고 갔다. 이것이 임오화변이다. 1777년 그의 아들들과 친족들이 홍인한 정후겸 등과 함께 은전군 추대 사건에 가담했다가으로 처형됨으로써 그도 관작이 추탈되었다.

## 기타
그의 가계는 대대로 서인이었고 그는 서인의 분파인 노론 당원이었지만 북인 대북 당원 출신인 반계 유형원의 반계수록을 탐독하고 그의 견해를 경세를 구제하는 이론이라 평하기도 했다 홍계희는 반계수록에 언급된 정책 중 일부를 추려내 영조에게 건의하기도 했다
| 전임 홍치중 | 제10대 조선 통신사 정사 1748년 | 후임 조엄 |

## 같이 보기
- 조선의 대외 관계
- 조선 통신사